# Żywa skamieniałość
Żywa skamieniałość (niepoprawnie: żywa skamielina) – pojęcie używane w stosunku do żyjących gatunków czy też grup roślin oraz zwierząt znanych poza tym jedynie ze skamieniałości i niemających bliskich żyjących krewnych. Gatunki określane tym terminem przeżyły masowe wymieranie w przeszłości i z reguły ograniczają się do jednego czy kilku gatunków.
Pojęcie żywej skamieniałości jest kontrowersyjne, gdyż sugeruje, że gatunki (lub taksony wyższego rzędu) tak określane praktycznie nie zmieniły się od długiego, nawet w geologicznej skali, czasu. Tymczasem ewoluowały one w podobnym tempie, co pozostałe gatunki, a podobieństwo do gatunków kopalnych jest powierzchowne. Oprócz zmian ewolucyjnych w obrębie genomu charakteryzują się one również pewnymi zmianami fenotypowymi, mimo ogólnego podobieństwa do wymarłych przodków. Przykładowo, latimerie mimo zachowania podobieństw morfologicznych do pozostałych ryb celakantokształtnych, obecnie wymarłych, różnią się od nich m.in. szczegółami budowy czaszki czy kręgosłupa. 
Ze względu na nieścisłość terminu, proponowane są inne podobne. Stabilomorfizm ma oznaczać stabilność morfologiczną na poziomie co najwyżej rodzaju, która przetrwała co najmniej jedno wielkie wymieranie, względnie kryzys biotyczny. Stabilomorfami są m.in. rodzaje Limulus (skrzypłocz), Triops (przekopnica), Araukaria czy Gingko (miłorząb). Definicji tej natomiast nie spełniają żywe skamieniałości takie jak Nautilus czy Latimeria.
  
Podobieństwo liści skamieniałości Ginkgo sp. sprzed 170 milionów lat po lewej i żyjącej rośliny po prawej.

## Przykłady

### Rośliny
- skrzypowate (Equisetaceae)
- psylotowate (Psilotaceae)
- araukaria (Araucaria)
- miłorząb dwuklapowy (Ginkgo biloba)
- metasekwoja chińska (Metasequoia glyptorstoboides)
- sośnica japońska (Sciadopitys verticillata)
- wolemia szlachetna (Wollemia nobilis)
- amborella (Amborella trichopoda)

### Grzyby
- Neolecta

### Zwierzęta
- bezkręgowce
  - jednotarczowce (Monoplacophora, np. Neopilina galateae)
  - łodziki (Nautilus pompilius)
  - ramienionogi bezzawiasowe (np. Lingula anatina)
  - pazurnice (pratchawce, Onychophora, np. Peripatus)
  - skrzypłocze (Limulus polyphemus)
  - skorpiony (Scorpiones)
  - przekopnica właściwa (Triops cancriformis)
  - liliowce
  - lancetniki (Branchiostoma lanceolatum)
  - japoński krab pacyficzny (Macrocheira kaempferi)
  - ważki z rodziny Epiophlebiidae
- kręgowce
  - latimeria
  - rekiny
  - syrenowate (Sirenidae)
  - hatteria (Sphenodon)
  - żółwie
  - krokodyle
  - dziobak i kolczatka
  - okapi leśne (Okapia johnstoni)
  - skamielinowiec laotański (Laonastes aenigmamus)
  - suhak (Saiga)